# 巴尔武埃纳德皮苏埃尔加
巴尔武埃纳德皮苏埃尔加，是西班牙卡斯蒂利亚-莱昂帕伦西亚省的一个市镇。 总面积29平方公里，总人口81人（2001年），人口密度3人/平方公里。